# Ophthalmolabus cyaneus
Ophthalmolabus cyaneus es una especie de coleóptero de la familia Attelabidae.

## Distribución geográfica
Habita en República Democrática del Congo, Tanzania, Malaui y  Sudáfrica.